# Guðni Bergsson
Guðni Bergsson (ur. 21 lipca 1965 w Reykjavíku) – islandzki piłkarz, środkowy obrońca. W lipcu 2003 roku zakończył karierę. Grał w Valurze Reykjavík, TSV 1860 Monachium, Tottenhamie Hotspur i Boltonie Wanderers, grał także w reprezentacji Islandii. Uważany jest za jednego z najlepszych islandzkich piłkarzy w historii.